# Dan Coats
Daniel Ray "Dan" Coats, född 16 maj 1943 i Jackson i Michigan, är en amerikansk republikansk politiker, jurist och diplomat.
Mellan mars 2017 och augusti 2019 var han nationell underrättelsechef i Trumps kabinett. Coats har tidigare varit ledamot för Indiana i USA:s representanthus (1981–1989), senator för Indiana i USA:s senat (1989–1999, 2011–2017) och USA:s ambassadör i Tyskland (2001–2005).
Coats morföräldrar emigrerade från Sverige.

## Karriär
Coats avlade kandidatexamen i statsvetenskap vid Wheaton College 1965. Han tjänstgjorde därefter i USA:s armé åren 1966–1968. Efter militärtjänsten avlade Coats juristexamen vid Indiana University 1971. Vid Indiana University var han en av redaktörerna för den juridiska tidskriften Indiana Law Review.
Åren 1976–1980 arbetade Coats som medarbetare för republikanen Dan Quayle i USA:s representanthus. När Quayle 1980 kandiderade till USA:s senat valde Coats att kandidera till att bli Quayles efterträdare i representanthuset. Både Quayle och Coats vann valen och den 3 januari 1981 tillträdde Coats som ledamot för delstaten Indiana i representanthuset. Coats satt som ledamot i representanthuset till den 3 januari 1989, då han istället tillträdde som ledamot i USA:s senat för Indiana efter att den tidigare senatorn Quayle blivit vald till USA:s vicepresident. Coats satt i senaten till januari 1999, då han efterträddes av demokraten Evan Bayh.
År 2001 utnämnde USA:s president George W. Bush Coats till USA:s ambassadör i Berlin i Tyskland. Coats tillträdde ämbetet den 15 augusti 2001. Han efterträddes i februari 2005 av William R. Timken.
Coats ställde upp i senatsvalet i Indiana 2010 och besegrade demokraten Brad Ellsworth. Coats tillträdde ämbetet som Indianas ledamot i senaten den 3 januari 2011. Den 3 januari 2017 efterträddes han av Todd Young.

## Nationell underrättelsechef
Den 5 januari 2017 meddelade USA:s då tillträdande president Donald Trump att han valt att nominera Coats som nationell underrättelsechef i sitt kabinett. Trumps kabinett tillträdde den 20 januari 2017. Nomineringen av Coats godkändes i USA:s senat den 15 mars 2017 och dagen därpå svors han in som nationell underrättelsechef.
Den 16 juli 2018 släppte Coats ett uttalande som bekräftade enighet av USA:s underrättelsegemenskap (IC) att den ryska regeringen störde i presidentvalet 2016, en dag efter toppmötet mellan Ryssland och USA år 2018, där president Trump återkallade sitt stöd av IC:s bedömning.
Dan Coates lämnade posten som nationell underrättelsechef i augusti 2019 efter att ha haft delade meningar med Trump i flera frågor. Han efterträddes på posten av John Ratcliffe.